# Quỷ Cổ Nữ
Quỷ Cổ Nữ (鬼古女) là bút danh chung của cặp vợ chồng tác giả người Trung Quốc đang sống ở thung lũng Silicon, California, Mỹ. Quỷ Cổ Nữ được xưng tụng với danh hiệu "Stephen King Của Trung Quốc" cùng với số phiếu bình chọn đứng đầu là một trong 10 tiểu thuyết gia kinh dị nổi tiếng nhất.
Vợ là Dư Dương là một kỹ sư phần mềm cấp cao, còn chồng là Dị Minh làm nhà nghiên cứu trong các chương trình y tế cộng đồng. Cả hai cho ra đời hàng loạt các tác phẩm thuộc thể loại kinh dị giả tưởng được phổ biến trên mạng trực tuyến Siêu Vượng (Chao Wang).
Quỷ Cổ Nữ là cặp đối tác vàng với các tiểu thuyết có nội dung bí ẩn, hồi hộp dưới bút danh sáng tạo. Cả hai vợ chồng tốt nghiệp cùng một trường đại học, đến Mỹ du học vào cuối những năm 90 và đến sống gần San Francisco sau khi định cư. Hai vợ chồng ngoài việc quảng bá sách thì rất ít tiếp xúc với truyền thông. Do thành công của "Toái Kiểm" (Khuôn mặt bị vỡ) hay còn được biết đến với tên "Kỳ án ánh trăng" năm 2005, cuốn sách đã tạo hiệu ứng "Năm đầu tiên Trung Quốc hồi hộp chờ đợi".

## Danh sách tác phẩm
- Mùa xuân trên dòng sông băng (2004) (冰川期的春天)
- Kỳ án ánh trăng (2005) (碎脸)
- Đau thương đến chết: Vạn kiếp (2006) (伤心至死·万劫)
- Đau thương đến chết: Luân hồi (2007) (伤心至死·轮回)
- Rượu ngon pha cà phê (2008) (美酒加咖啡)
- Nỗi đau đom đóm (2007) (暗穴)
- 2009: Dở khóc dở cười thung lũng Silicon (2009)  (啼笑硅谷)
- Cọng rơm đầu tiên của Bạch Trư hoàng tử (2010) (白猪王子的第一根稻草)
- Sưu quỷ thực lục (Ghi chép sưu tầm những chuyện ma)  (2011) (搜鬼实录)
- Hồ tuyệt mệnh (2011) (锁命湖) nằm trong loạt truyện Hồ sơ tội ác (罪档案)
- Tuyết đoạt hồn (2012) (失魂雪) nằm trong loạt truyện Hồ sơ tội ác (罪档案)
- Tơ đồng rỏ máu (2013) (断指弦), nằm trong loạt truyện Hồ sơ tội ác (罪档案)
- Tiệc báo thù (2014) 焚心祭,  nằm trong loạt truyện Hồ sơ tội ác (罪档案) [2][3]
- Ảo linh kỳ (2019), nằm trong loạt truyện Họa Thiên Thư (罪档案).